# 11507 Danpascu
11507 Danpascu è un asteroide della fascia principale. Scoperto nel 1990, presenta un'orbita caratterizzata da un semiasse maggiore pari a 2,6650561 UA e da un'eccentricità di 0,2923149, inclinata di 12,13998° rispetto all'eclittica.